# 캔디스 파커
캔디스 니콜 파커(영어: Candace Nicole Parker, 1986년 4월 19일~)는 미국의 농구인으로 선수 시절 포지션은 파워 포워드와 센터였다. 현역 시절 전미 여자 농구 협회(WNBA) 역사상 최고의 선수 중 한 명이라는 평을 받았다. 2008년 WNBA 드래프트에서 전체 1위로 로스앤젤레스 스파크스의 지명을 받고 프로 경력을 시작했으며 2023년 라스베이거스 에이시스를 마지막으로 현역 경력을 마쳤다.